# Кузнецов, Юрий Анатольевич (футболист)
Ю́рий Анато́льевич Кузнецо́в (род. 25 января 1974, Ангарск, Иркутская область, СССР) — российский футболист, полузащитник.

## Карьера
Юрий начал футбольную карьеру в клубе «Алекс». Тренировался под руководством Петра Антонова. В 1992 году он дебютировал во второй лиге, сыграв 20 матчей и забив 10 мячей. Всего за 2 года в команде Кузнецов провёл 71 матч и забил 38 голов. В 1995 году его пригласили в «Динамо». Первую половину сезона он отыграл за «Динамо»-д в третьей лиге. Первый матч в высшей лиге Юрий сыграл 15 июля в матче 16-го тура против «Текстильщика» и на 66-й минуте забил победный гол. Всего в том сезоне он сыграл 15 матчей и забил 8 голов. В еврокубках Юрий впервые сыграл 14 сентября. В 1/16 финала Кубка кубков он отыграл полный матч против «Арарата». В сезоне 1996/97 Кузнецов стал финалистом Кубка России: в финале «бело-голубые» уступили «Локомотиву» со счётом 0:2. Всего за «Динамо» он сыграл 62 матча и 15 раз поражал ворота соперников. В 1999 году Юрий покинул Москву и перебрался в «Шинник», который выступал в первом дивизионе. После окончания сезона Кузнецов ушёл из «Шинника» и стал игроком красноярского «Металлурга». С 2003 по 2004 год он играл в тульском «Арсенале», с 2004 по 2006 год выступал за «Гомель», «Звезду» и «Реутов».

## Достижения
- Бронзовый призёр чемпионата России: 1997
- Финалист Кубка России: 1996/97
- Победитель Второго дивизиона (2): 1993 (7-я зона), 2003 (зона «Запад»)
- Серебряный призёр зоны «Восток» Второго дивизиона: 1994
- Бронзовый призёр 6-й зоны Второго дивизиона: 1992
- Победитель 3-й зоны Третьей лиги: 1996